# Riki Christodoulou

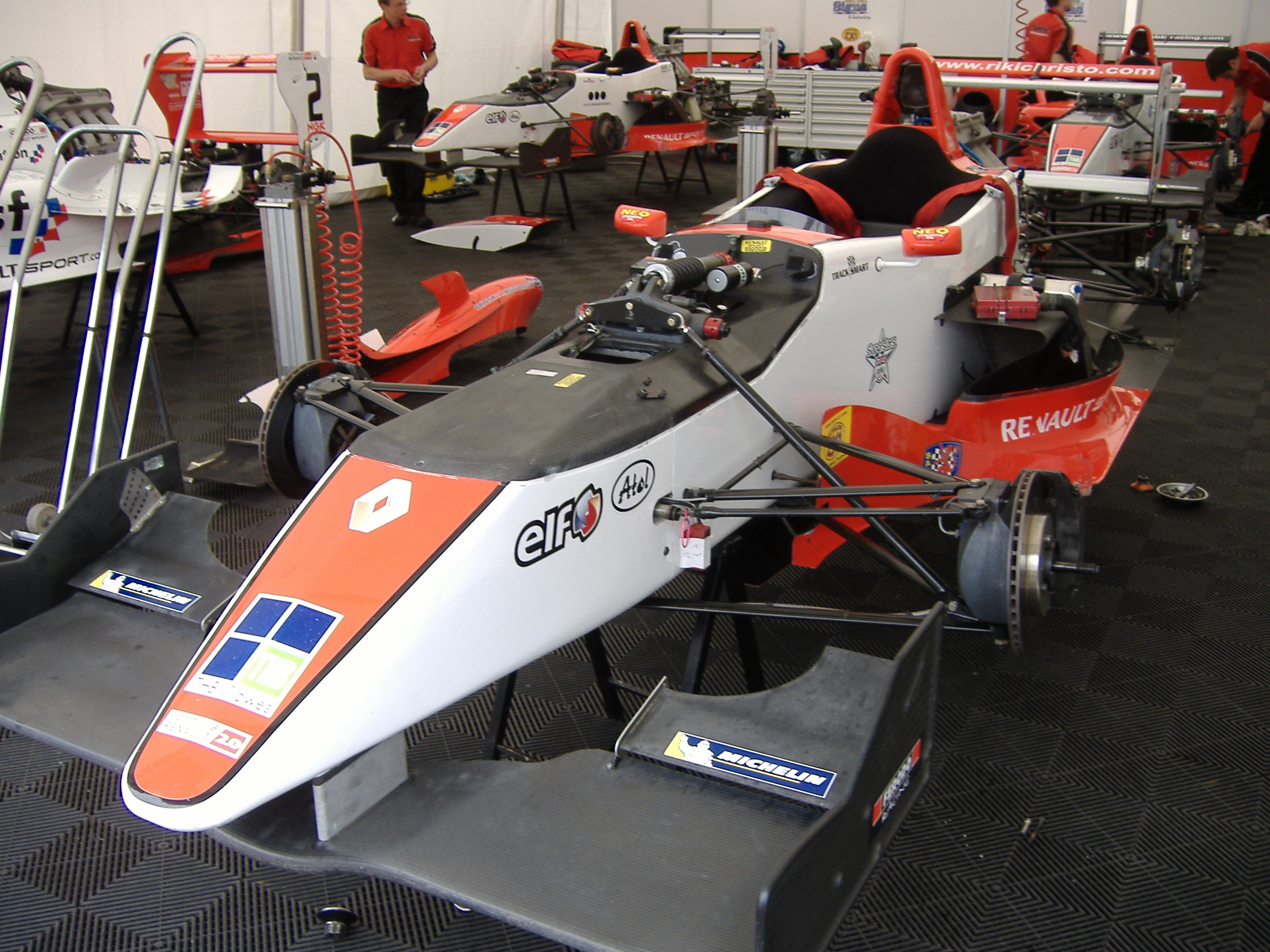
Der Formel-Renault-Rennwagen von Riki Christodoulou

Riki Christodoulou (* 15. Juli 1988 in Sutton Coldfield) ist ein ehemaliger griechisch-britischer Rennfahrer. Sein Cousin Adam Christodoulou ist ebenfalls Rennfahrer.

## Karriere
Christodoulou begann seine Motorsportkarriere wie die meisten Rennfahrer im Kartsport, in dem er von 1996 bis 2006 aktiv war. Seine ersten Erfahrungen im Formelsport machte der Brite 2006 in der Winterserie der britischen Formel Renault. Nachdem er 2006 den fünften Platz in der Gesamtwertung belegt hatte, gewann er ein Jahr später den Vizemeistertitel dieser Serie. Sein Hauptaugenmerk lag 2007 auf der britischen Formel Renault, in der er für Fortec Motorsport startend mit einem Rennsieg den sechsten Gesamtrang belegte. Außerdem startete er bei einigen Rennen in der französischen Formel Renault und in der nordeuropäischen Formel Renault, in der er ein Rennen für sich entscheiden konnte. 2008 bestritt Christodoulou mit Fortec Motorsport seine zweite Saison in der britischen Formel Renault und der verbesserte sich mit zwei Siegen auf den fünften Gesamtrang.
2009 blieb Christodoulou bei Fortec Motorsport und wechselte in die britische Formel-3-Meisterschaft. Ihm gelang bereits in seiner Debütsaison auf dem Snetterton Motor Racing Circuit sein erster Sieg in der britischen Formel 3. Mit weiteren drei Podest-Platzierungen belegte er am Saisonende den fünften Gesamtrang. 2010 fand Christodoulou zunächst kein Cockpit und kehrte nach einigen Rennen in die britische Formel Renault zurück. Er gewann das Saisonfinale und beendete die Saison auf dem elften Platz in der Meisterschaft. 2011 wechselte Christodoulou zu Hitech Racing in die britische Formel-3-Meisterschaft. Er nahm allerdings nur an den ersten drei Veranstaltungen teil. Dabei gelang ihm ein Sieg. In der Gesamtwertung lag er schließlich auf dem zwölften Platz.

## Karrierestationen
| - 1996–2006: Kartsport - 2007: Britische Formel Renault (Platz 6) | - 2008: Britische Formel Renault (Platz 5) - 2009: Britische Formel 3 (Platz 5) | - 2010: Britische Formel Renault (Platz 11) - 2011: Britische Formel 3 (Platz 12) |